# Teano (filòsofa)
|  | Per a altres significats, vegeu «Teano». |

Teano (en grec antic: Θεανώ) va ser una filòsofa de l'escola pitagòrica que va viure en el segle vi aC. Ha estat considerada com la possible dona o deixebla de Pitàgores, tot i que també se l'ha citat com l'esposa de Brontí. Tant la identitat del seu pare com el seu lloc de naixement són incerts. Se li han atribuït molts escrits pitagòrics des de l'antiguitat, incloses cartes i fragments de tractats filosòfics, tot i que la seva autoria encara és contestat per molts acadèmics moderns.

## Vida
Se sap molt poc sobre la vida de Teano, i els escassos detalls que es coneixen provenen de fonts antanyasses i, sovint, són contradictòries. La informació històrica de què es disposa en l'actualitat no és suficient per a demostrar si Teano va existir realment o si era una invenció de pitagòrics posteriors que van atribuir el seu nom a les seves obres. Segons Porfiri, Teano va néixer a Creta i era filla de Pitonax.. D'altra banda, al catàleg d'Aristoxen de Tarant, d'acord amb el que cita Iàmblic de Calcis, Teano era l'esposa de Brontí i provenia de Metapont, a la Magna Grècia. Ara bé, Diògenes Laerci afirmava, d'acord amb una tradició del poeta Hermesíanax de Colofó, que Teano venia de Crotona, que es va casar amb Pitàgores i que era la filla de Brontí.

## Obra
Diògenes Laerci i Climent d'Alexandria declaren que Teano va deixar alguns escrits, tot i que no n'especifiquen els títols. Suides li atribueix (ὑπομνήματα φιλόσοφα καὶ ἀποφθέγματα καὶ ποίημά τι δἰ ἐπῶν) Les apotemes de Pitàgores, Consells per a dones, De la virtut, De la pietat, De Pitàgores, Comentaris filosòfics, els quals, malauradament, no han sobreviscut. Tot i això, sí que es conserva un fragment breu d'una obra titulada De la pietat, tradicionalment atribuïda a Teano, i que pertany l'Antologia d'Estobeu. El que queda de l'obra tracta de l'analogia pitagòrica entre els nombres i els objectes. Pel que fa a les cartes que s'han conservat, gràcies a la tradició medieval de la transcripció en manuscrits, el seu contingut és, fonamentalment, de tema domèstic.
Actualment, però, els acadèmics moderns consideren que tots aquests documents són pseudoepígrafs, ja que van ser escrits temps després que Teano hagués mort. Els autors serien pitagòrics posteriors que, suposadament, van signar les seves obres sota un pseudònim femení en un intent de corregir disputes doctrinals entre filòsofs o d'aplicar la filosofia pitagòrica a la vida de les dones. Algunes fonts afirmen que Teano hauria pogut escriure sobre la doctrina de l'aurea mediocritas o daurat punt mitjà, en el camp de la Filosofia, o sobre la secció àuria, en el de les Matemàtiques.
L'enciclopèdia Suides esmenta una Teano de Metapontum o de Turis, també filòsofa pitagòrica, esposa de Carist o de Crotó o de Brontí, que va escriure sobre l'obra de Pitàgores les obres παραινέσεις γυναικείας, i ἀποφθέγματα Πυθαγορείων. Segons Mary Ellen Waithe, es tractaria de dues persones amb el mateix nom o potser algunes de les seves obres fossin el pseudònim d'altres autors.Voula, pàg. 133</ref>